# Ski-Orientierungslauf-Weltmeisterschaften 1990
Die 8. Ski-Orientierungslauf-Weltmeisterschaften fanden vom 1. März bis 4. März 1990 in Skellefteå, Schweden statt.
In Schweden fand damit erstmals eine Weltmeisterschaft im Ski-Orientierungslauf statt.

## Herren

### Kurzdistanz
| Platz | Land | Athlet            | Zeit      |
| ----- | ---- | ----------------- | --------- |
| 1     | FIN  | Anssi Juutilainen | 37:05 min |
| 2     | NOR  | Vidar Benjaminsen | 38:12 min |
| 3     | SWE  | Anders Björkman   | 38:59 min |
| 4     | SWE  | Stig Mattsson     | 39:29 min |
| 5     | NOR  | Erlend Slokvik    | 40:04 min |
| 6     | SWE  | Jonas Engdahl     | 46:02 min |

Titelverteidiger:  Hannu Koponen

Länge: 12,31 km

Höhenmeter: 250

Posten: 9

Teilnehmer: 60

### Langdistanz
| Platz | Land | Athlet            | Zeit      |
| ----- | ---- | ----------------- | --------- |
| 1     | SWE  | Anders Björkman   | 1:34:11 h |
| 2     | SWE  | Stig Mattsson     | 1:37:57 h |
| 3     | NOR  | Vidar Benjaminsen | 1:38:01 h |
| 4     | FIN  | Anssi Juutilainen | 1:38:38 h |
| 5     | ITA  | Nicolò Corradini  | 1:38:52 h |
| 6     | URS  | Iwan Kusmin       | 1:38:58 h |

Titelverteidiger:  Anssi Juutilainen

Länge: 29,19 km

Höhenmeter: 425

Posten: 12

Teilnehmer: 60

### Staffel
| Platz | Land | Athleten                                                                 | Zeit      |
| ----- | ---- | ------------------------------------------------------------------------ | --------- |
| 1     | SWE  | Stig Mattsson Jonas Engdahl Bo Engdahl Anders Björkman                   | 3:32:34 h |
| 2     | FIN  | Hannu Koponen Vesa Mäkipää Risto Linnainmaa Anssi Juutilainen            | 3:34:16 h |
| 3     | NOR  | Kjetil Ulven Harald Svergia Vidar Benjaminsen Erlend Slokvik             | 3:34:30 h |
| 4     | URS  | Wiktor Kortschagin Iwan Kusmin Wladislaw Kormtschikow Dimitri Kalimullin | 3:40:15 h |
| 5     | TCH  | Milan Novotny Radovan Kunc Zdenek Zuzanek Ivan Smaus                     | 3:47:50 h |
| 6     | BUL  | Krum Sergijew Lubomir Dejanow Nikolai Kondew Ignat Orlow                 | 3:54:43 h |

Titelverteidiger:  Hannu Koponen, Juha Kirvesmies, Mikko Kosonen, Anssi Juutilainen

Länge: 4 Runden à 12 km

Teilnehmer: 13 Staffeln

## Damen

### Kurzdistanz
| Platz | Land | Athlet             | Zeit      |
| ----- | ---- | ------------------ | --------- |
| 1     | NOR  | Ragnhild Bratberg  | 34:06 min |
| 2     | FIN  | Virpi Juutilainen  | 34:11 min |
| 3     | SWE  | Arja Hannus        | 34:25 min |
| 4     | FIN  | Riitta Karjalainen | 36:14 min |
| 5     | SWE  | Annika Zell        | 36:17 min |
| 6     | FIN  | Mirja Linnainmaa   | 36:38 min |

Titelverteidigerin:  Ragnhild Bratberg

Länge: 9,23 km

Höhenmeter: 175

Posten: 9

Teilnehmerinnen: 34

### Langdistanz
| Platz | Land | Athlet             | Zeit      |
| ----- | ---- | ------------------ | --------- |
| 1     | NOR  | Ragnhild Bratberg  | 1:11:35 h |
| 2     | SWE  | Arja Hannus        | 1:12:23 h |
| 3     | SWE  | Annika Zell        | 1:12:38 h |
| 4     | SWE  | Lena Hasselström   | 1:14:44 h |
| 5     | FIN  | Virpi Juutilainen  | 1:15:38 h |
| 6     | FIN  | Riitta Karjalainen | 1:17:41 h |

Titelverteidigerin:  Virpi Juutilainen

Länge: 18,95 km

Höhenmeter: 260

Posten: 9

Teilnehmerinnen: 34

### Staffel
| Platz | Land | Athleten                                                    | Zeit      |
| ----- | ---- | ----------------------------------------------------------- | --------- |
| 1     | FIN  | Riitta Karjalainen Mirja Linnainmaa Virpi Juutilainen       | 2:07:59 h |
| 2     | SWE  | Lena Hasselström Annika Zell Arja Hannus                    | 2:08:01 h |
| 3     | NOR  | Anne Svingheim Kristina Tollefsen Ragnhild Bratberg         | 2:14:43 h |
| 4     | URS  | Swetlana Berezina Maret Vaher Jekaterina Petrowa            | 2:21:38 h |
| 5     | BUL  | Dimitrenka Schristowa Krassimira Tschulkowa Pepa Miluschewa | 2:24:47 h |
| 6     | USA  | Sharon Crawford Michelle Kuipers Laurie Collinsworth        | 3:04:10 h |

Titelverteidigerinnen:  Sirpa Kukkonen, Anne Benjaminsen, Virpi Juutilainen

Länge: 3 Runden à 8 km

Teilnehmer: 6 Staffeln

## Medaillenspiegel
| Platz | Land     | Gold | Silber | Bronze | Gesamt |
| ----- | -------- | ---- | ------ | ------ | ------ |
| 1     | Schweden | 2    | 3      | 3      | 8      |
| 2     | Finnland | 2    | 2      | -      | 4      |
| 3     | Norwegen | 2    | 1      | 3      | 6      |

## Erfolgreichste Teilnehmer
| Platz | Athlet/in         | Gold | Silber | Bronze | Gesamt |
| ----- | ----------------- | ---- | ------ | ------ | ------ |
| 1     | Anders Björkman   | 2    | -      | 1      | 3      |
| 1     | Ragnhild Bratberg | 2    | -      | 1      | 3      |
| 3     | Anssi Juutilainen | 1    | 1      | -      | 2      |
| 3     | Virpi Juutilainen | 1    | 1      | -      | 2      |
| 3     | Stig Mattsson     | 1    | 1      | -      | 2      |